# Целых, Сергей Васильевич
Сергей Васильевич Целых (1905, Кропоткин, Краснодарский край — 14 апреля 1944, Ташлык, Молдавская ССР) — гвардии капитан, Герой Советского Союза.

## Биография
Родился в 1905 году на хуторе Романовском (ныне город Кропоткин) в семье рабочего. Учился в школе № 1 им. В. Г. Белинского.
В 1922 году Сергей Целых вступил в комсомол, активно участвовал в работе комсомольской ячейки Кропоткина. В период борьбы с бандитизмом он стал бойцом частей особого назначения.
Член ВКП(б) с 1942 года. Образование неполное среднее, работал на местном предприятии.

### Великая Отечественная война
В Красной армии с августа 1942 года. В действующей армии с июля 1943 года. Свою первую награду — орден Красной Звезды — гвардии старший лейтенант Целых получил в сражении под Прохоровкой.
Заместитель командира батальона 290-го гвардейского стрелкового полка по политической части (95-я гвардейская стрелковая дивизия, 5-я гвардейская армия, 2-й Украинский фронт) гвардии капитан Сергей Целых в ночь на 13 апреля 1944 года в числе первых с батальоном переправился через реку Днестр в районе сёл Ташлык и Бутор Григориопольского района Молдовы.
Батальон захватил и удерживал плацдарм, отражая контратаки противника.
16 апреля 1944 года в бою за расширение плацдарма офицер-политработник погиб. Похоронен в селе Ташлык (ныне часть ПМР).
Из фронтовой газеты «За победу» 1944 года:
На правом берегу Днестра произошла жестокая схватка, наши бойцы продвигались вперёд, расширяя плацдарм. Весь день шёл ожесточенный бой у села Ташлык. Сергей Целых со своими бойцами не отступил ни на шаг. Он получил ранения, но продолжал сражаться, ведя непрерывный огонь из пулемета. Шесть яростных атак отразили наши солдаты. Беспримерная стойкость бойцов под командованием капитана Целых решил исход боя, перед позицией наших воинов лежала сотня гитлеровских трупов. 14 апреля 1944 года в бою гвардии капитан Целых погиб. Вражеская пуля оборвала жизнь замполита Целых, но взвод выполнил его приказ «Устоять до подхода главных сил».
Указом Президиума Верховного Совета СССР от 13 сентября 1944 года за «образцовое выполнение боевых заданий командования на фронте борьбы с немецко-фашистскими захватчиками и проявленные при этом мужество и героизм» гвардии капитану Целых Сергею Васильевичу посмертно присвоено звание Героя Советского Союза.

## Память
- Именем Героя названы улицы в городе Кропоткин и в станице Староминская Краснодарского края.
- В Кропоткине установлена мемориальная доска.
- В 2010 году в селе Ташлык и городе Григориополь (ПМР) в торжественной обстановке были открыты бюсты героев Советского Союза, отлитые при участии Министерства внутренних дел ПМР, в том числе бюст Целых С. В.
- 13 сентября 2012 года в рамках краевой акции «75-летию края - 75 славных имен» МБОУ СОШ № 1 города Кропоткин Краснодарского края присвоено имя героя Советского Союза Сергея Васильевича Целых[3].
- В 2017 году во дворе МБОУ СОШ № 1 города Кропоткин был установлен памятник С. В. Целых.

## Награды
- Герой Советского Союза;
- орден Ленина;
- два ордена Отечественной войны II степени;
- орден Красной Звезды;
- медали.